# 2016 în artă
← 2013 în artă — 2014 în artă — 2015 în artă ——  2016 în artă  —— 2017 în artă — 2018 în artă — 2019 în artă →
2015 în artă implică o serie de evenimente:

## Premii

### Premii oriunde
- Premiul Archibald -
- Premiul Artes Mundi -
- Premiul Henry Hope Reed pentru artă și design clasic –
- Premiul Hugo Boss –
- Premiul John Moores Painting -

## Decese
- Ianuarie
  - 21 ianuarie — decedează (ca centenar, la 101 ani) Harrison Edward McIntosh, ceramist american, (n. 11 septembrie 1914)

- 31 ianuarie
- 6 februarie  —
- 10 martie —
- 1 septembrie —
- 10 septembrie —
- 3 noiembrie —
- 15 noiembrie –

## Galerie de imagini (lucrări din 2016)
- Lucrări reprezentative